# Антисемитская пропаганда в нацистской Германии

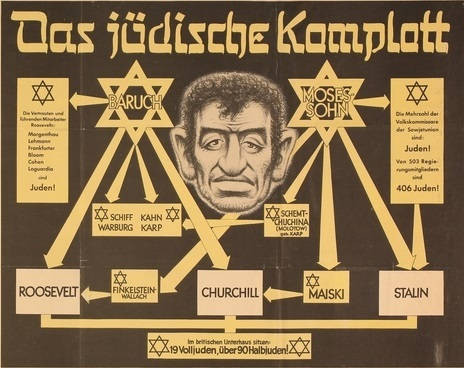
Нацистский плакат «Еврейский заговор», 1941 год

Антисемитская пропаганда в нацистской Германии (распространение антисемитских взглядов и идей с целью их внедрения в общественное сознание) была одним из основных направлений нацистской пропаганды, её «краеугольным камнем» в связи с тем, что расовый антисемитизм занимал центральное место в нацистской идеологии.
Антисемитская пропаганда велась начиная c 1919 года и до падения нацистского режима в 1945 году. Нацистские пропагандисты эксплуатировали известные антиеврейские образы и стереотипы. Они описывали евреев как «чуждую расу», «высасывающую соки» из принимающей нации, разрушающую культуру, захватывающую экономику и порабощающую людей. С 1933 года это описание стало имиджем, который продвигался государством. Для распространения антисемитской пропаганды использовались все возможные средства донесения информации — от плакатов и газет до кинофильмов и выступлений по радио, музеи, выставки и книги. Особое внимание уделялось индоктринации школьников и молодёжи.
С радикализацией нацистской политики от преследования к уничтожению евреев пропаганда распространяла теорию заговора о том, что евреи стремятся уничтожить Германию и немецкий народ. В пропаганде использовался весь спектр приёмов дегуманизации и демонизации евреев. Пропаганда антисемитизма стала ключевым фактором Холокоста.
Тем не менее, даже в Германии, а тем более среди её союзников, на оккупированных территориях и у противников, эта пропаганда имела ограниченный эффект. Она оказалась более успешной в долговременном аспекте, её последствия социологи фиксируют даже в XXI веке.

## До 1933 года

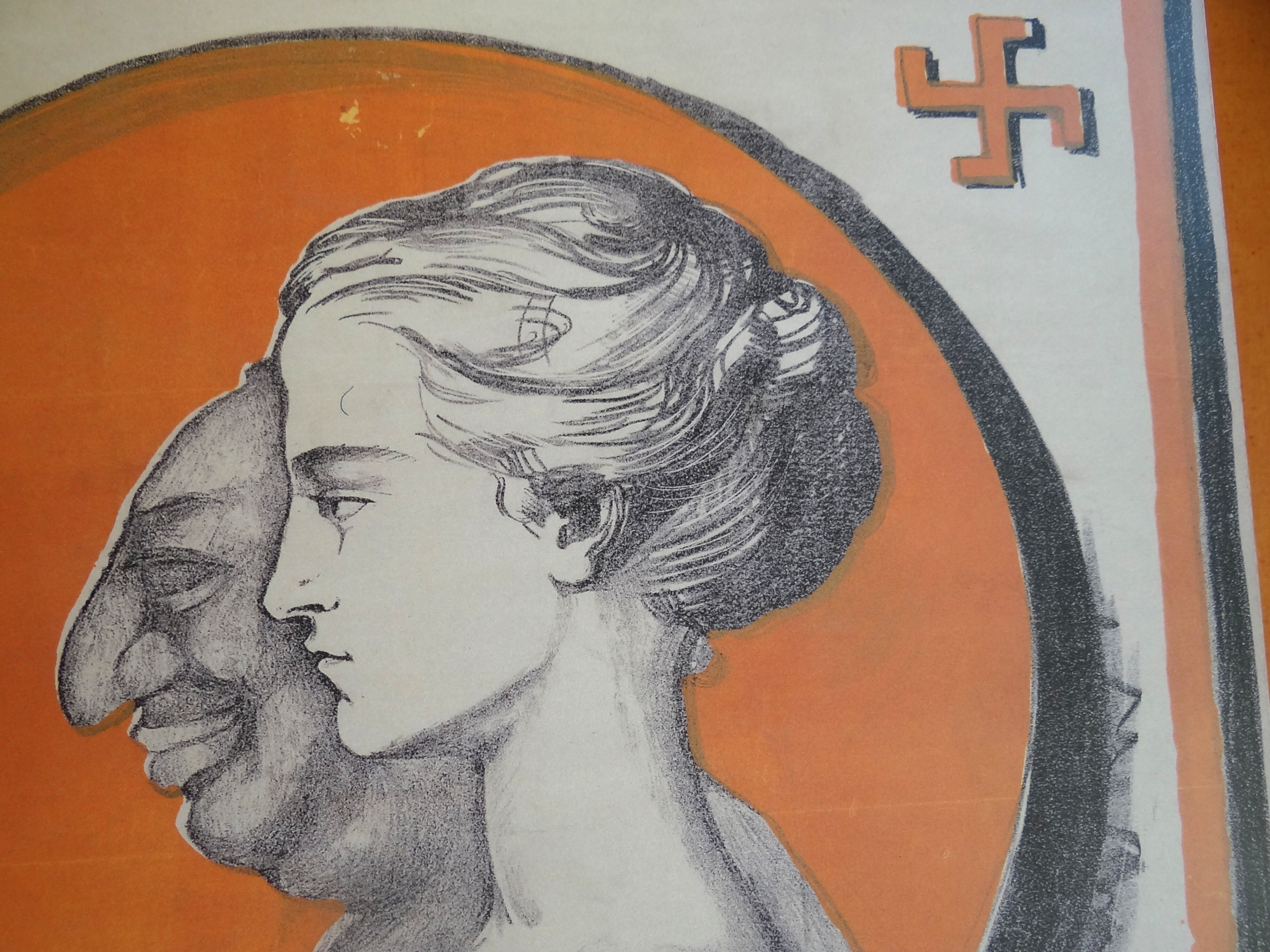
Пропаганда против смешения рас, 1920-е годы

Антисемитизм занимал центральное место в нацистской идеологии. Отношение к евреям Гитлер и его соратники активно выражали уже с 1919 года. В этом году Гитлер написал письмо, где выдвинул идею «разумного антисемитизма», конечной целью которого должна быть «полная ликвидация евреев». Нацисты полагали евреев сплоченным международным сообществом, которое игнорировало любые взаимосвязи евреев с национальными государствами и стремилось к мировому господству. Это сообщество, по мнению нацистов, следовало разоблачить и уничтожить. В том же году Людвиг Мюллер фон Хаузен впервые издал на немецком языке известную антисемитскую фальшивку начала XX века «Протоколы сионских мудрецов», которая затем многократно переиздавалась.
«Теоретической основой» пропагандистской деятельности НСДАП стали книга Готфрида Федера «Германское господство на национальной и социальной основе» и брошюра Дитриха Эккарта «Большевизм от Моисея до Ленина. Мои беседы с Адольфом Гитлером». Обе работы, написанные влиятельными членами партии, представляли собой свод антисемитских вымыслов и рассуждений о «процентном рабстве», «заговоре мирового большевизма» и «еврейства» и логически завершались призывами к «единению нации», «национальной дисциплине» и «оздоровлению германского духа». В речах нацистских пропагандистов начала 1920-х годов эта тема занимала важное место: «Еврей как рабочий руководитель», «Почему мы являемся антисемитами», «Политика партии и еврейский вопрос», «Еврейское и германское народное просвещение» и т. п.
В 1923 году была опубликована работа Альфреда Розенберга «Протоколы сионских мудрецов и еврейская мировая политика», в которой автор описал стремление евреев к мировому господству и к обману других народов. Она стала образцом для последующей антисемитской идеологии. В том же году Гитлер издал книгу «Моя борьба», в которой обвинил евреев в большей части мировых проблем. Эта книга стала важнейшей декларацией нацистов в их еврейской политике.
В 1926 году Генрих Гиммлер написал брошюру под названием «Крестьянин, пробудись!» (нем. Bauer, wach auf!), в которой объяснял, что в проблемах немецких крестьян виноваты евреи. В 1929 году была выпущена работа Отто Штрассера «Четырнадцать тезисов Германской революции» (нем. 14 Thesen der deutschen Revolution). Штрассер заявил, что революция должна бороться против «расового вырождения» и в первую очередь против евреев. В 1932 году Йозеф Геббельс провозгласил, что «Евреи повинны во всём!».

## После прихода нацистов к власти
Антисемитизм наряду с антикоммунизмом был «краеугольным камнем» нацистской пропаганды. Как писал американский историк Роберт Герцштейн, «антисемитизм пронизывал нацистскую пропаганду на всех её уровнях, им был пропитан весь пропагандистский аппарат и любое из средств массовой информации».
Нацисты эксплуатировали известные антиеврейские образы и стереотипы. Они описывали евреев как «чуждую расу», «высасывающую соки» из принимающей нации, разрушающую культуру, захватывающую экономику и порабощающую людей. С 1933 года это описание стало имиджем, который продвигала государственная политика. Ключевыми антисемитскими идеологами после самого Адольфа Гитлера стали Йозеф Геббельс, Отто Дитрих и Альфред Розенберг. Пропаганда была проводником в жизнь нацистской идеологии расового антисемитизма.
Масштаб деятельности Министерства пропаганды, которым руководил Йозеф Геббельс, был гигантский. К январю 1941 года оно отчиталось, что изготовило и распространило 7 млн плакатов, 2 млн брошюр, 60 млн периодических изданий и стенгазет и 67 млн листовок. Партийные пропагандисты демонстрировали публике около 30 тысяч слайд-шоу и проводили 45 тысяч киновечеров каждый месяц, а также организовали около 200 тысяч митингов и демонстраций. Показ фильмов в армии составил около 30 млн просмотров.

### В СМИ

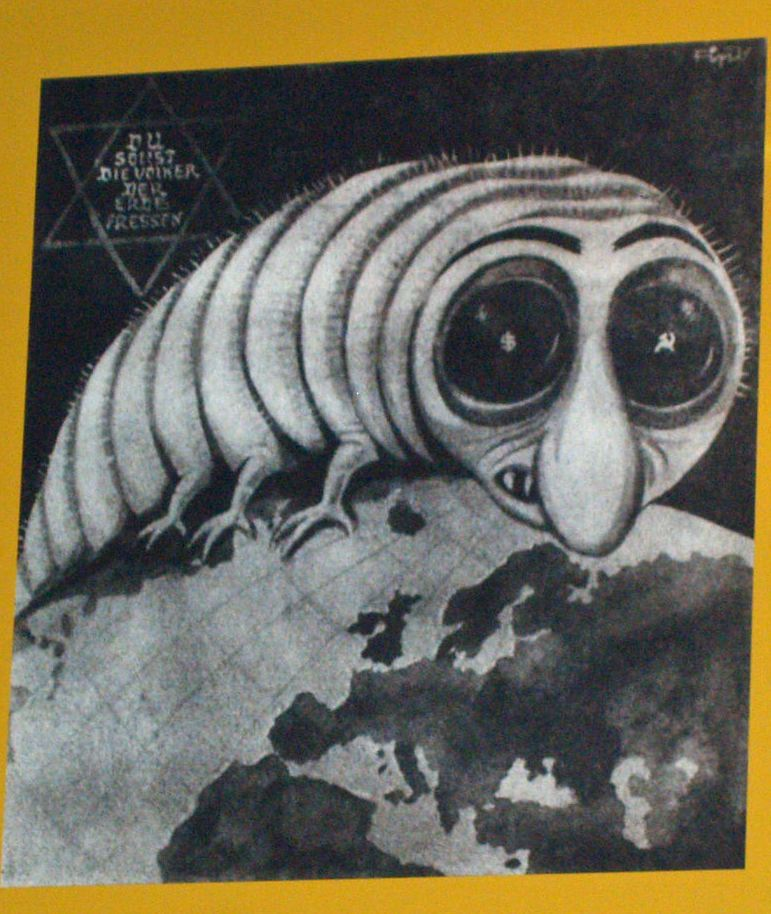
Антисемитская карикатура: капиталистический и коммунистический «еврейский паразит», газета Der Stürmer, сентябрь 1944

После прихода к власти нацистский режим получил контроль над средствами массовой информации и издательствами. С этого момента целенаправленную антисемитскую пропаганду власть распространила на всех немцев, включая тех, что не были нацистами ранее и не читали партийные издания. Наиболее заметным и скандально известным изданием стал еженедельник Der Stürmer под руководством гауляйтера Франконии Юлиуса Штрейхера — рупор наиболее грубого и вульгарного антисемитизма, иллюстрированный соответствующими карикатурами. Резкий рост масштабов антисемитской пропаганды с помощью Der Stürmer произошёл в 1935 году: тираж еженедельника с января по октябрь вырос в 4,27 раза, от 113,8 до 468 тыс. экземпляров. Это обеспечивалось лояльным отношением к Штрейхеру и его методам властей и лично Адольфа Гитлера.
Работа Имперского министерства народного просвещения и пропаганды позволила нацистам использовать весь спектр средств донесения информации до населения — от плакатов и газет до кинофильмов и выступлений по радио. Разные аудитории получали информацию в приемлемом для них стиле. Представители среднего класса, которые не воспринимали грубые карикатуры Der Stürmer, читали более тонкие антисемитские инвективы, а учёным и религиозным лидерам предлагались рассуждения в псевдоакадемическом виде.
Одним наиболее заметных инструментов в пропаганде были вывешиваемые в общественных местах стенгазеты «Слово недели». Они распространялись в десятках, а иногда сотнях тысяч экземпляров еженедельно и были самым вездесущим и навязчивым инструментом нацистской пропаганды. Эти стенгазеты представляли собой уникальное сочетание редакционных статей, политических листовок, политических плакатов и бульварной журналистики. Они доводили до миллионов немцев мысль, что евреи вступили в заговор с целью уничтожить нацистский режим и немецкий народ.
Важную роль в пропаганде играли также партийное издательство Eher Verlag, вытеснившее конкурентов с рынка с помощью силового давления, Имперская палата печати, которая контролировала ранее независимые издания и фотоагентство Stapf Bilderdienst в Амстердаме.

### В культуре и искусстве
После получения Имперской палатой культуры контроля над соответствующими учреждениями, включая кино, театры, выставки и музеи, нацисты получили новые каналы для распространения антисемитской пропаганды. Одним из наиболее заметных явлений стала выставка «Вечный жид», проходившая в библиотеке Немецкого музея в Мюнхене с 8 ноября 1937 года по 31 января 1938 года. Её посетило более 400 тысяч человек. Баварский театр ставил специальные спектакли антисемитской направленности. Евреев ассоциировали с «дегенеративным искусством». Выставку по этой тематике посетили два миллиона человек.
Существуют различные точки зрения на роль кино в антисемитской пропаганде. Энциклопедия Мемориального музея Холокоста утверждает, что «киноленты играли важную роль в распространении расового антисемитизма — наиглавнейшей задачи немецкой военной власти». В Antisemitism: a historical encyclopedia of prejudice and persecution написано, что кино в целом оставалось второстепенным средством антисемитской пропаганды в Третьем рейхе. В немногочисленных художественных фильмах, где антисемитизм был существенной частью сюжета, он чаще всего оставался традиционным, а не расовым по идеологии национал-социализма. В таких фильмах евреи были представлены как грубые, жадные и склонные к заговорам. Примерами таких фильмов являются комедия «Роберт и Бертрам» (1939) и мелодрамы «Ротшильды» (1940) и «Вена 1910» (1943). Однако два фильма выбивались из этой тенденции и содержали адаптацию национал-социалистической идеологии для широкой публики — «Вечный жид» (1940) и «Еврей Зюсс» (1940). «Еврей Зюсс» вошёл в список самых кассовых фильмов нацистской Германии, только за первый год его посмотрели 20,3 млн зрителей. Главной причиной казни Зюсса по сюжету фильма стала сексуальная связь с христианкой, что нормализовывало репрессии за «осквернение расы». Фильм «Вечный жид» Фрица Хипплера изображал евреев в качестве культурных паразитов, озабоченных только сексом и деньгами. Оба фильма содержат предупреждение о том, что евреи склонны к ассимиляции и этим особенно опасны, поскольку маскируются под арийцев.

Памятник Теодору Фричу в Берлине (1935) работы Артура Веллмана

В 1935 году в Целендорфе (Берлин) был установлен памятник Теодору Фричу, наиболее крупной фигуре предвоенного немецкого антисемитизма периода между 1900 и 1914 годами. Скульптура была названа «первым антисемитским мемориалом в Германии». Мемориал являлся идеей мэра Целендорфа Вальтера Хельфенштейна и был выполнен скульптором Артуром Веллманом. Он был основан на образе Зигфрида из песни о Нибелунгах. Скульптура, установленная на постаменте, изображала обнажённого мускулистого мужчину. Однако, в отличие от сюжета песни о Нибелунгах, на мемориале этот герой поражал не дракона-линдворма, а сидел верхом на лежащем в подчинённой позе чудовище и бил молотом по его голове, при этом монстр имел еврейское лицо. Этот образ отсылал как к идее Фрича уничтожать евреев, так и к основанному им издательству «Молот». На основании памятника золотым шрифтом фрактурой мастер из Целендорфа нанёс антисемитские цитаты Фрича. Во время войны, в 1943 году, памятник был переплавлен для производства оружия.

### Пропаганда для детей и молодёжи
Особое внимание уделялось детям, школьникам и молодёжи. Большую роль в формировании у немецкой молодёжи устойчивых юдофобских убеждений сыграли Юлиус Штрейхер и его еженедельник Der Stürmer. Уже в 1933 году обязательным учебным предметом в школах Пруссии стало расоведение. В 1937 году издательство Der Stürmer выпустило книгу для учителей «Еврейский вопрос на уроках», написанную педагогом Фрицем Финком. Автор заявлял, что у немецкого ребёнка якобы есть «врожденный расовый инстинкт», «врожденное отвращение к евреям», которые утрачиваются взрослым человеком. Учителя просто обязаны развивать этот инстинкт. Воспитание человеконенавистнических взглядов предлагалось начинать на уроках природоведения и уже в младших классах знакомить детей с Нюрнбергскими расовыми законами. Ученикам следовало растолковать, что «общность образуют только одинаковые существа» — муравьи, осы, пчёлы, термиты, которые «строят собственные государства». Школьникам постарше учитель мог рассказать, что самец скворца спаривается только с самкой скворца и тем самым сохраняется вид. Если же человек производит искусственное скрещивание, на свет появляется нечто неестественное, помесь, ублюдок. Нюрнбергские законы изображаются как возвращение к естественному порядку, задуманному Богом, и еврей, таким образом, показан как угроза божественному порядку.
Таким образом, Юлиус Штрейхер распространял среди немецких детей и молодёжи вульгарные антисемитские взгляды, основанные как на средневековых стереотипах, так и на новейших расово-биологических теориях. Литературовед Дэниэл Фельдман писал, что нацистские тексты для детей представляют собой «поучительный исторический пример общества, которое почитало науку до такой степени, что сделало биологию организующим принципом своей образовательной системы, но при этом создавало детскую литературу, пронизанную выдумками и ложью».
Антисемитская пропаганда Штрейхера доводилась до детей и подростков не только через учителей. В 1938 году дрезденская компания Günther выпустила детскую настольную игру «Евреи — вон отсюда!» (нем. Juden Raus!), в которой игрокам нужно было собирать «евреев» и «депортировать» их в подмандатную Палестину. С 1936 по 1940 годы в издательстве Der Stürmer были опубликованы три детские книги: «Не верь лисе на зелёном лугу, не верь еврейским клятвам!» (1936), «Ядовитый гриб» (1938) и «Пудельмопстаксапинчер» (1940). Эти книги распространялись тиражами в сотни тысяч экземпляров и были нацелены на то чтобы привить детям ненависть к евреям. При этом немецкие эмигранты отмечали, что вследствие распространения «мерзостей Штрейхера» создаётся обстановка, в которой среди детей тиражируется порнография, «подзуживается недетское любопытство», и «любому карапузу отпускают яд на каждом углу».
Одной из самых любимых тем Штрейхера было «осквернение расы». Финк заявлял, что педагоги, работающие в профессиональных училищах, полных средних школах, Союзе немецких девушек, Германском трудовом фронте и других внешкольных организациях, просто обязаны говорить с девушками на эту тему с использованием наглядных материалов: обсуждать фотографии еврейских детей и особенно полукровок. Вместе с девушками учитель должен определить, от какой расы полукровка перенял большую часть признаков, и констатировать, что его лицо, тело, манера держать себя, а также мысли, чувства и действия унаследованы по еврейской линии. Из-за порнографического содержания Der Stürmer многие родители возражали против использования этой газеты при обучении и свободного доступа к ней в общественных местах.
Пропаганда вульгарного антисемитизма в детской и молодёжной среде оказалась весьма эффективной и очень быстро дала результаты. Дети и подростки, поощряемые учителями, родителями, легко усваивали человеконенавистнические идеи, сами становились пропагандистами патологической юдофобии среди сверстников и взрослых, превращались в активных участников гонений на евреев в Германии.

## Пропаганда геноцида

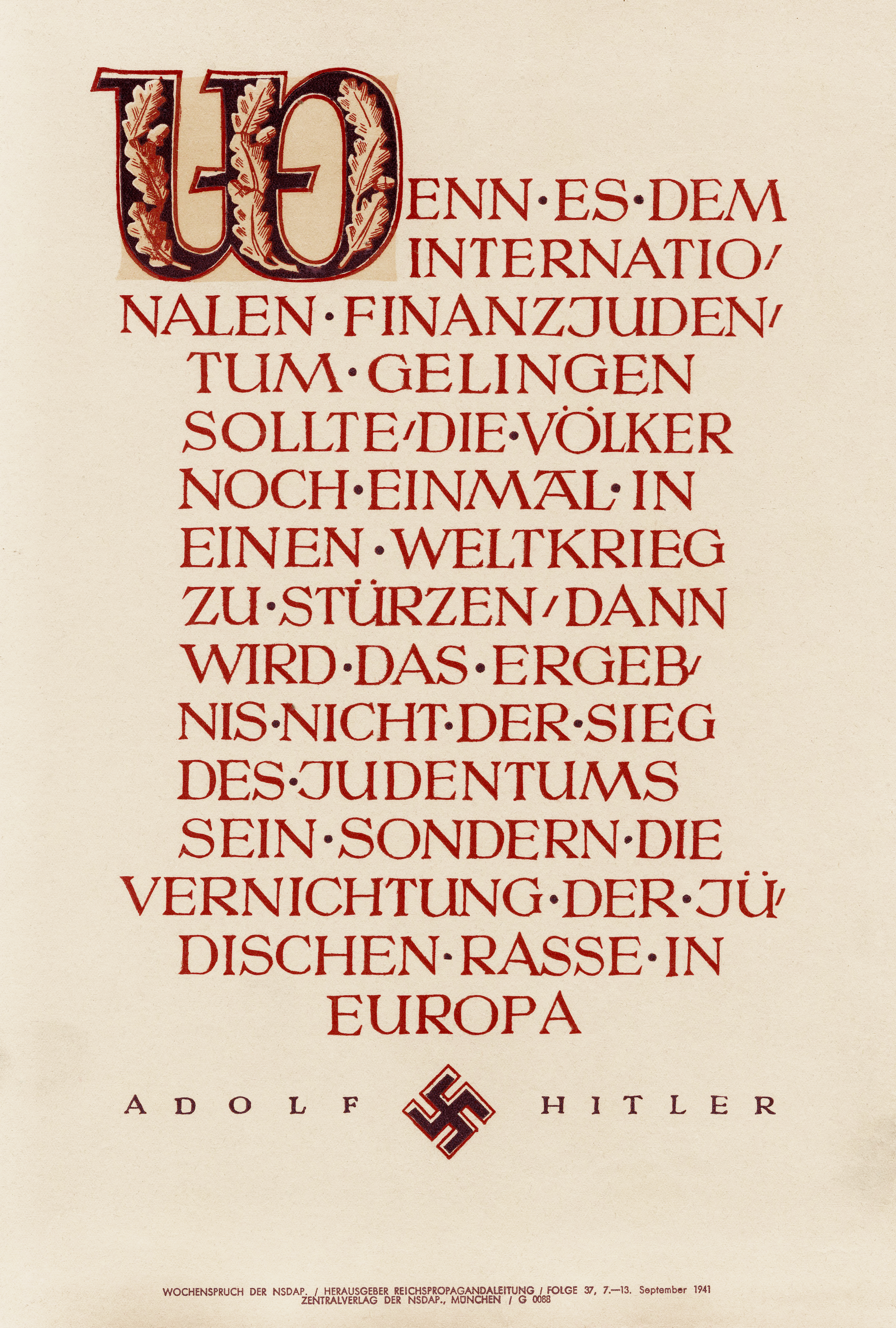
Плакат, размещенный 7—13 сентября 1941 года в отделениях НСДАП, с цитатой речи Гитлера, произнесённой 30 января 1939 года в рейхстаге, об «уничтожении еврейской расы в Европе»

Эскалация нацистской политики от преследований к истреблению сопровождалась соответствующим пропагандистским обеспечением. Исследователь нацистской пропаганды Рэндалл Битверк писал, что «нацисты оправдывали свои попытки истребить евреев, утверждая, что они защищались только от еврейских планов уничтожить Германию и её население». Нацистская пропаганда описывала евреев всемогущими, а Германию — невинной жертвой. 30 января 1939 года в речи в рейхстаге Гитлер представил войну, которую он готовился начать, как последний в длинной череде актов агрессии международного еврейства против Германии. Этим же тезисом Гитлер закончил в 1945 году, когда перед самоубийством писал завещание: евреи в нём были названы зачинщиками войны, а союзники служили интересам еврейства.
Пропагандисты активно применяли эффективные методы дегуманизации и демонизации евреев. При этом использовались лексические приёмы, которые классифицируются как язык ненависти. Для расчеловечивания врага использовались зооморфные метафоры. Например, в фильме «Вечный жид» евреи сравнивались с крысами, которые «распространяют болезни — чуму, проказу, брюшной тиф, холеру, дизентерию и другие». В детской книге юным читателям внушалось, что евреи «ленивы, как трутни, бессовестны, как кукушка, трусливы, как гиены, изворотливы как хамелеон, прожорливы, как саранча, кровожадны, как клопы, нахальны, как воробьи, … фальшивы, как змеи, отвратительны, как ленточные черви, опасны, как бациллы».
Всё это обостряло ксенофобию в отношении евреев и позволило получить одобрение и соучастие немцев, их союзников и коллаборационистов в геноциде. Антисемитские сентенции включались даже в военные приказы. Например, требование «принятия безжалостных и энергичных действий, в первую очередь, против евреев, как главных носителей большевизма» прозвучало в приказе начальника Верховного командования вооружённых сил нацистской Германии Вильгельма Кейтеля от 12 сентября 1941 года. Пропаганда антисемитизма стала ключевым фактором Холокоста. Изображение евреев как воплощения зла помогало переносить вину за то, что с ними происходило, с их палачей на них самих. При этом историк Джеффри Херф отмечал, что нацистский режим комбинировал сокрытие фактов массовых убийств евреев с недвусмысленными и грубыми заявлениями о намерении их уничтожить. Антисемитская пропаганда достигла пика в 1944 году одновременно с пиком массового уничтожения евреев в Европе.

## За пределами Германии

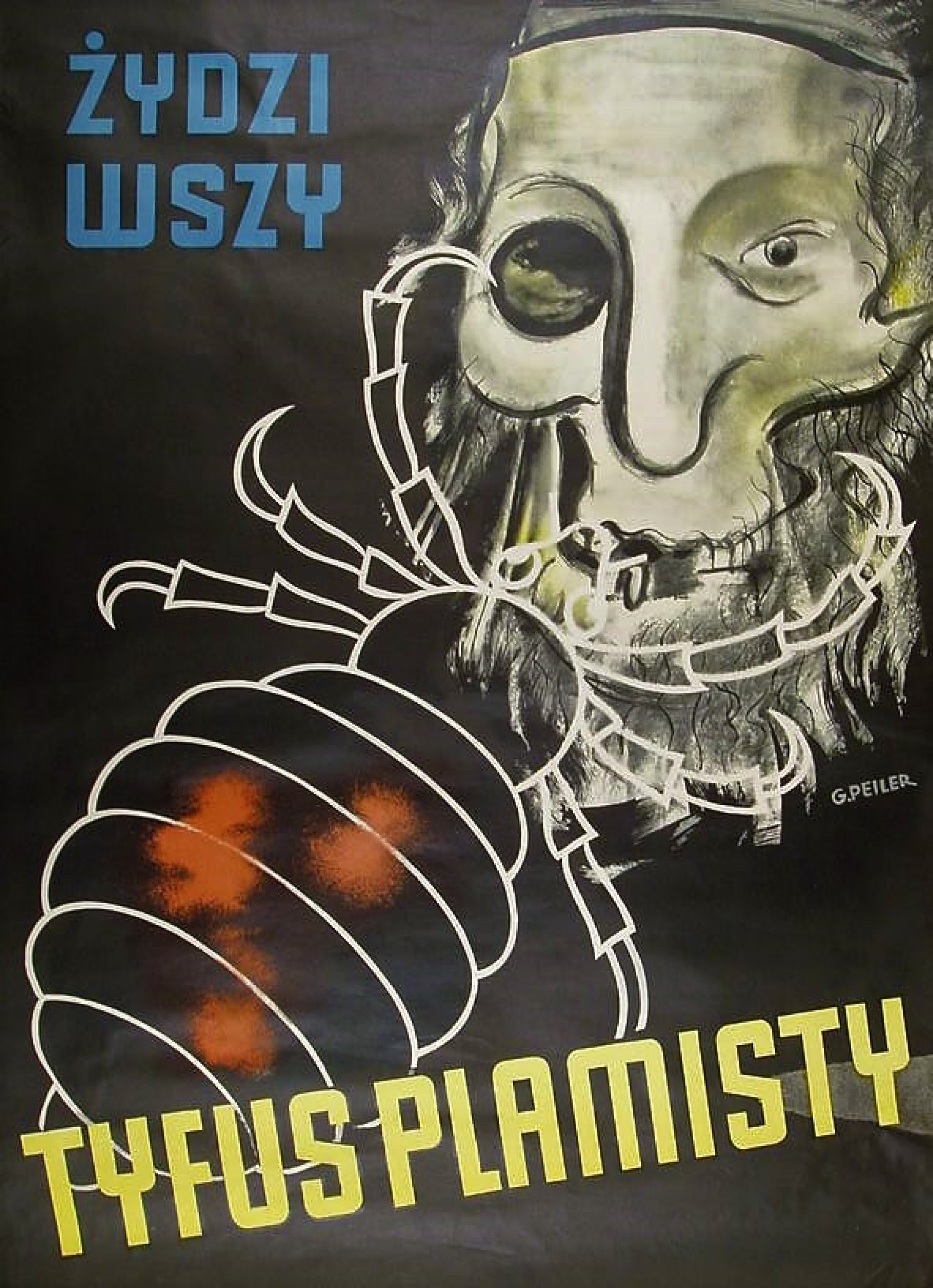
Нацистский антисемитский плакат в Польше в 1942 году

Антисемитская пропаганда распространялась также на оккупированных Германией территориях, в частности в Польше, СССР и других странах.
На советской территории главным героем антисемитских карикатур был Иосиф Сталин. Красноармейцы и партизаны изображались на карикатурах с гипертрофированно-характерными семитскими чертами лица. Немецкий солдат представлялся освободителем от «еврейско-большевистского заговора». Примером такой пропаганды является одна из наиболее массовых нацистских антисемитских листовок «Бей жида-политрука, рожа просит кирпича!» Кроме отождествления евреев с коммунистами и советской властью, активно использовалась концепция и всемирного «еврейского заговора», и обвинение евреев в разжигании Второй мировой войны. В издававшихся на оккупированной территории газетах использовались также специфические идеи российских коллаборационистов, известные с начала XX века, в частности российских черносотенцев. Эта пропаганда имела определённый успех. В 1944 году после освобождения Украины органы НКГБ отмечали массовые антисемитские настроения и приписывали их воздействию нацистской пропаганды.
В немецких учебных фильмах, показывавшихся польским детям в школе, евреи изображались как разносчики вшей и тифа. После заключения евреев Варшавы в гетто и ограничения доступа к пище, воде и лекарствам оккупанты массово распространяли плакаты и листовки с информацией о том, что контакт с евреями опасен для здоровья, что препятствовало оказанию помощи евреям населением оккупированной Польши.
В вишистской Франции германское посольство финансировало «Институт изучения еврейской проблемы», который поддержал распространение антисемитской пропаганды. Она продвигала идею, что «еврейский заговор» был корнем всех проблем во Франции и что евреи также стояли за большевиками и генералом де Голлем. Пропаганда также использовала недовольство французов падением уровня жизни и пыталась убедить людей, что в этом тоже виноваты евреи. В оккупированных Нидерландах пропагандисты изображали евреев сосредоточием зла и наделяли их множеством негативных свойств.
Эту пропаганду нацисты вели не только в Европе, но и в арабском мире. Нацистская антиеврейская пропаганда совпала с тезисами арабских националистов о предполагаемом контроле «международного еврейства» над мировыми финансами и политикой, а также о «британско-еврейском заговоре» с целью «отнять Палестину у её жителей». Весной 1939 года была открыта германская коротковолновая радиостанция на арабском языке. Основная критика была направлена против Великобритании, которая изображалась как страна, управляемая «еврейскими хозяевами».

## Особенности и оценки
Параноидальное отношение к евреям стало причиной того, что нацисты сами поверили в собственную пропаганду. Для нацистской Германии антисемитизм был не только набором предрассудков и ненависти, но и объяснением исторических событий. Герцштейн полагал, что антисемитизм был не составляющей частью нацистской идеологии, а «её основным моральным и историческим руководящим принципом». В дальнейшем, как писал Херф, «искажения реальности, вытекающие из антисемитской программы, способствовали росту количества грубых ошибок и, в конечном итоге, способности союзников победить нацистов, хотя и ужасающей ценой». Одним из примеров такого просчёта была идея Геббельса, что масштабное радиовещание на Великобританию и США с рассказами о «еврейском заговоре» и «ритуальных убийствах» может разрушить антигитлеровскую коалицию.
Британский историк Ян Кершоу не разделяет распространённое мнение о чрезвычайной эффективности нацистской пропаганды. Рассматривая 1930-е годы в Германии Кершоу отмечает массовое игнорирование немцами нацистских призывов бойкотировать евреев. По его мнению, исключение евреев из общественно-экономической жизни Германии было результатом террора и правовой дискриминации, а не пропаганды. А в 1943 году нацистские пропагандисты сетовали, что для молодых немцев евреи представляют собой «пережиток ушедшей эпохи». Хотя нацистам удалось внедрить в обществе представление о существовании так называемого «еврейского вопроса», массовые открытые жестокости типа погрома «Хрустальной ночи» встречали общественное осуждение. Александр Гогун добавляет к этому, что «большинство немцев, оставаясь лояльными фюреру, просто не хотели знать о том, что евреев убивают», Гитлер не смог убедить большинство немцев в том, что евреев надо уничтожать. Оба историка полагают, что нацистская антикоммунистическая пропаганда была более эффективна, чем антиеврейская.
Обработка, которой подвергались немцы в период между 1933 и 1945 годам, стала источником долговременной индоктринации. Современные исследования показывают, что выросшие при нацистском режиме относятся к евреям намного хуже, чем те, кто жил раньше или позже, а доля убеждённых антисемитов в этой группе в 2—3 раза выше, чем в среднем в обществе. Последствия этой пропаганды остались заметными даже в XXI веке, те или иные антисемитские стереотипы разделяло в 2010-е годы от 17 до 25 % населения Германии.